# Charltoniada apicella
Charltoniada apicella là một loài bướm đêm trong họ Crambidae.